# Talla Ndao
Talla Ndao (japanisch ンダウ ターラ Ndao Talla; * 23. Februar 1999 in der Präfektur Hokkaido) ist ein japanischer Fußballspieler.

## Karriere
Talla Ndao erlernte das Fußballspielen in der Schulmannschaft der Sapporo Sosei High School sowie in der Universitätsmannschaft der Niigata University of Health & Welfare. Seinen ersten Vertrag unterschrieb er am 1. Februar 2021 bei den Yokohama F. Marinos. Der Verein aus Yokohama, einer Stadt in der Präfektur Kanagawa, spielte in der ersten japanischen Liga, der J1 League. Einen Tag nach Vertragsunterschrift in Yokohama wurde er an den Zweitligisten FC Machida Zelvia nach Machida ausgeliehen. Sein Zweitligadebüt gab Talla Ndao am 17. April 2021 im Auswärtsspiel gegen V-Varen Nagasaki. Hier wurde er in der 86. Minute für Kaina Yoshio eingewechselt. Für den Klub aus Machida absolvierte er zwei Zweitligaspiele. Nach der Ausleihe kehrte er Ende Januar 2022 zu den Marinos zurück. Im Juli 2022 wechselte er auf Leihbasis in die vierte Liga. Hier schloss er sich dem FC Maruyasu Okazaki an.